# Lâm Hà
Lâm Hà là một huyện thuộc tỉnh Lâm Đồng, Việt Nam.

## Địa lý
Huyện Lâm Hà có vị trí địa lý:
- Phía đông giáp thành phố Đà Lạt và huyện Đức Trọng
- Phía tây giáp huyện Đăk Glong, tỉnh Đắk Nông
- Phía nam giáp huyện Di Linh với ranh giới là sông Đa Dâng
- Phía bắc giáp huyện Đam Rông và huyện Lạc Dương.

## Hành chính
Huyện Lâm Hà được chia thành 16 đơn vị hành chính cấp xã, bao gồm 2 thị trấn: Đinh Văn (huyện lỵ), Nam Ban và 14 xã: Đạ Đờn, Đan Phượng, Đông Thanh, Gia Lâm, Hoài Đức, Liên Hà, Mê Linh, Nam Hà, Phi Tô, Phú Sơn, Phúc Thọ, Tân Hà, Tân Thanh, Tân Văn.

## Lịch sử
Trước đó, từ năm 1976, Chính phủ Việt Nam đã tổ chức cho cán bộ và nhân dân ở các huyện ngoại thành Hà Nội vào xây dựng vùng kinh tế mới ở Nam Ban và Lán Tranh.
Tên Lâm Hà là tên ghép từ 2 địa danh Lâm Đồng và Hà Nội, mà những người dân mới vào khai phá đất mới đặt cho nó để gắn kết 2 vùng quê hương mới và cũ của họ.
Ngày 28 tháng 10 năm 1987, Hội đồng Bộ trưởng ban hành Quyết định số 157-HĐBT về việc:
- Thành lập huyện mới Lâm Hà trên cơ sở sáp nhập vùng kinh tế mới của Hà Nội ở Nam Ban, Lán Tranh cùng với một số xã, thị trấn khác của huyện Đức Trọng là các xã: Đạ Đờn, Mê Linh, Phi Tô, Phú Sơn, Tân Văn và các thị trấn: Đinh Văn, Nam Ban.
- Thành lập 10 xã: Đan Phượng, Đông Thanh, Gia Lâm, Hoài Đức, Liêng Srônh, Phi Liêng, Phúc Thọ, Rô Men, Tân Hà và Tân Thanh được thành lập trên cơ sở vùng kinh tế mới.

Khi mới thành lập, huyện Lâm Hà bao gồm 2 thị trấn: Đinh Văn, Nam Ban và 15 xã: Đạ Đờn, Đan Phượng, Đông Thanh, Gia Lâm, Hoài Đức, Liêng Srônh, Mê Linh, Phi Liêng, Phi Tô, Phú Sơn, Phúc Thọ, Rô Men, Tân Hà, Tân Thanh, Tân Văn.
Ngày 18 tháng 6 năm 1999, Chính phủ ban hành Nghị định số 38/1999/NĐ-CP về việc chia xã Tân Hà thành 2 xã: Tân Hà và Liên Hà.
Ngày 24 tháng 8 năm 1999, Chính phủ ban hành Nghị định số 79/1999/NĐ-CP về việc chia xã Phi Liêng thành 2 xã: Phi Liêng và Đạ K'Nàng.
Ngày 31 tháng 12 năm 2002, Chính phủ ban hành Nghị định số 112/2002/NĐ-CP về việc thành lập xã Nam Hà từ một phần thị trấn Nam Ban.
Cuối năm 2003, huyện Lâm Hà bao gồm 2 thị trấn: Đinh Văn, Nam Ban và 18 xã: Đạ Đờn, Đạ K'Nàng, Đan Phượng, Đông Thanh, Gia Lâm, Hoài Đức, Liên Hà, Liêng Srônh, Mê Linh, Nam Hà, Phi Liêng, Phi Tô, Phú Sơn, Phúc Thọ, Rô Men, Tân Hà, Tân Thanh, Tân Văn.
Ngày 17 tháng 11 năm 2004, Chính phủ ban hành Nghị định số 189/2004/NĐ-CP về việc:
- Thành lập xã Đạ Rsal trên cơ sở 7.770 ha diện tích tự nhiên và 4.935 nhân khẩu của xã Liêng Srônh và 706 ha diện tích tự nhiên của xã Rô Men.
- Tách 5 xã: Liêng Srônh, Đạ Rsal, Phi Liêng, Đạ K'Nàng, Rô Men chuyển sang trực thuộc huyện Đam Rông mới thành lập quản lý.

Huyện Lâm Hà còn lại 97.852,49 ha diện tích tự nhiên và 133.679 nhân khẩu, có 16 đơn vị hành chính trực thuộc, bao gồm 14 xã: Tân Văn, Đạ Đờn, Phú Sơn, Phi Tô, Tân Hà, Liên Hà, Phúc Thọ, Hoài Đức, Đan Phượng, Tân Thanh, Nam Hà, Gia Lâm, Đông Thanh, Mê Linh và 2 thị trấn: Đinh Văn, Nam Ban.
Huyện Lâm Hà có 2 thị trấn và 14 xã như đến nay.

## Dân số
Diện tích tự nhiên Lâm Hà là 97.852,49 ha (978,52 km²). Dân số 133.679 người, vào thời điểm điều chỉnh địa giới hành chính tỉnh Lâm Đồng tháng 4 năm 2009, gồm 29 dân tộc thiểu số như: Kơ Ho, Mạ, Tày, Nùng, và phần lớn người Kinh là dân gốc Hà Tây vào xây dựng vùng kinh tế mới sau khi thống nhất đất nước.
Huyện Lâm Hà có diện tích 979,52 km², dân số ngày 1/4/2019 là 144.436 người, mật độ dân số đạt 147 người/km².
Huyện Lâm Hà có diện tích 930,27 km², dân số tính đến ngày 31/12/2022 là 167.805 người.

## Hình ảnh

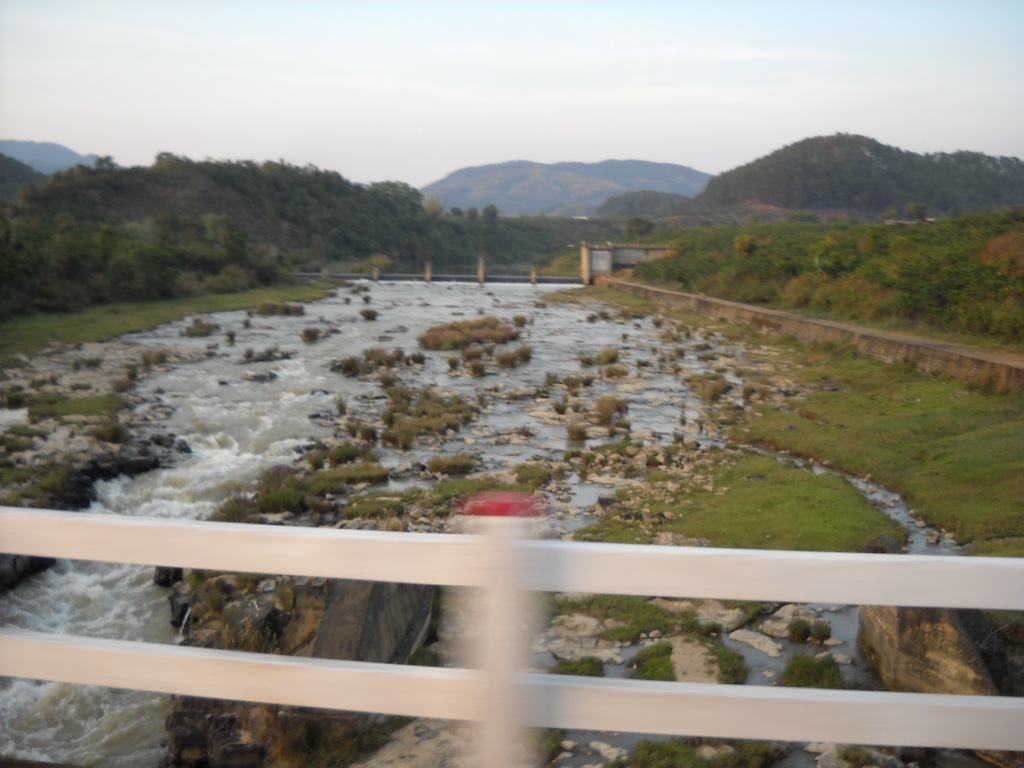
Sông Đa Dưng, Lâm Hà, Lâm Đồng
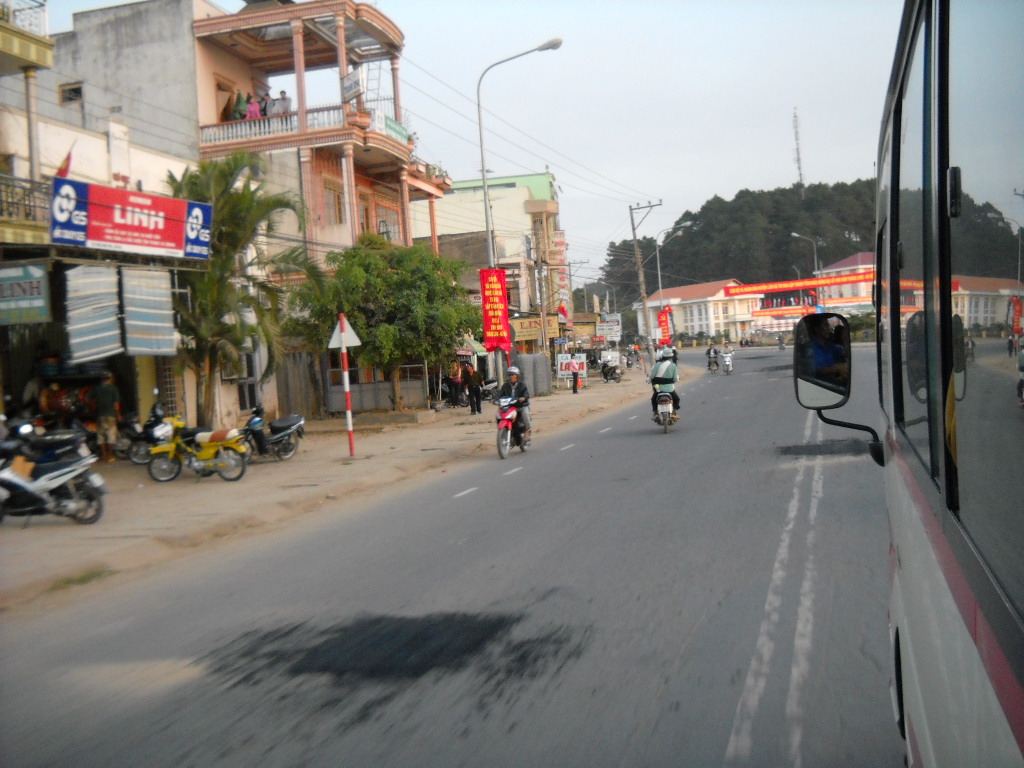
TT.Đinh Văn, Lâm Hà, Lâm Đồng
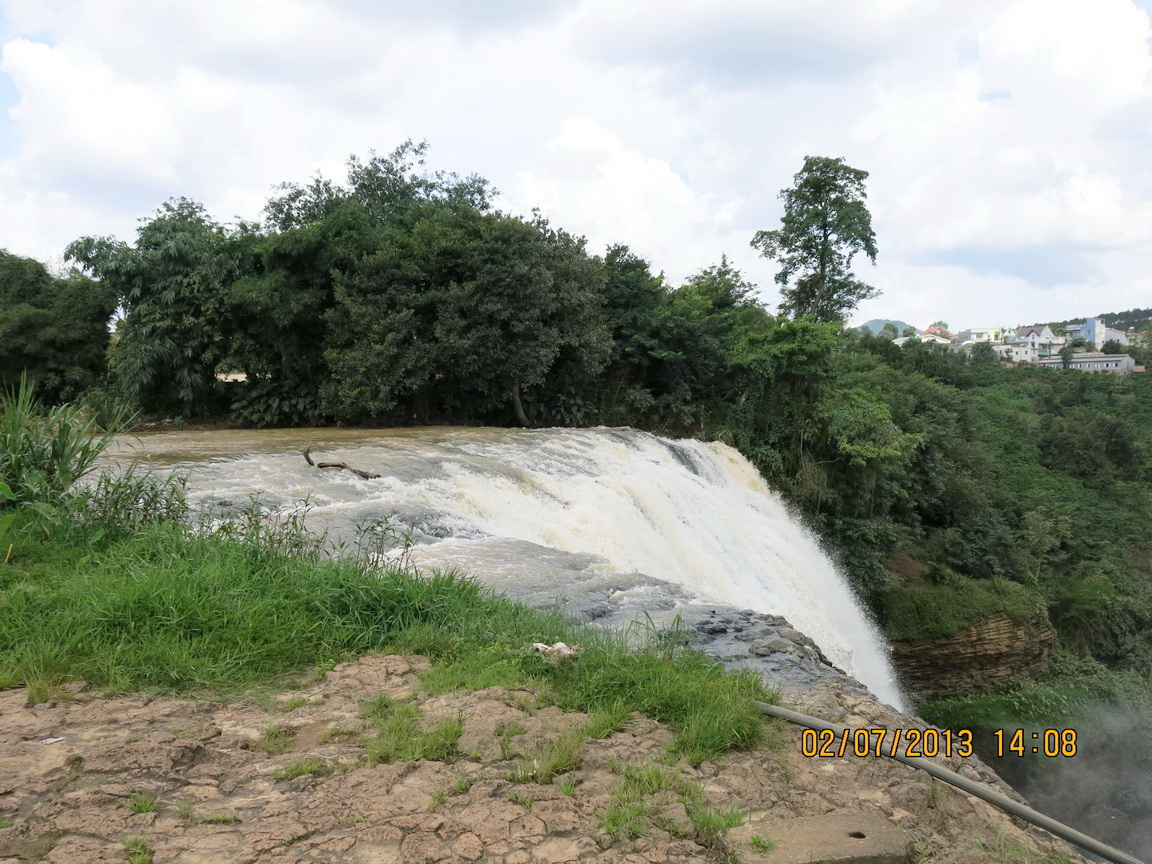
Thác Voi tại TT Nam Ban, Lâm Hà, Lâm Đồng
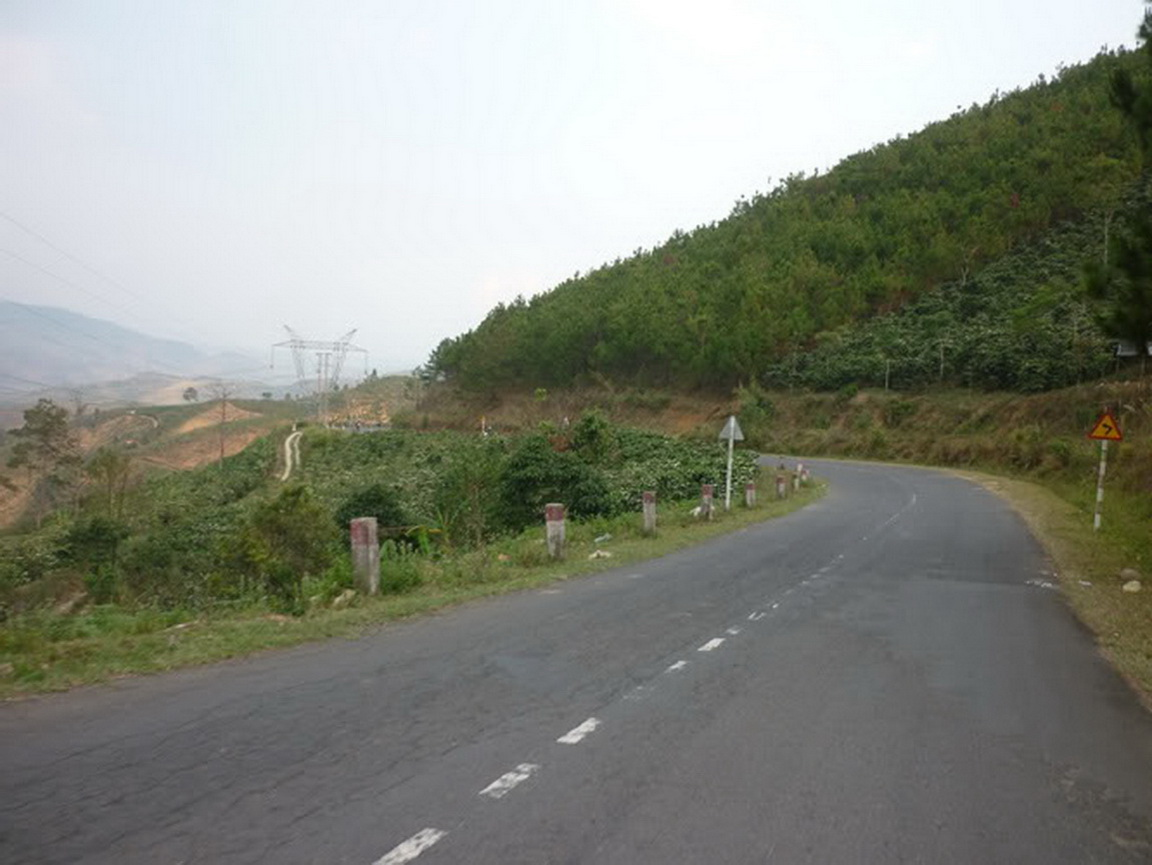
QL27 thuộc đèo Phú Sơn, Lâm Hà, Lâm Đồng
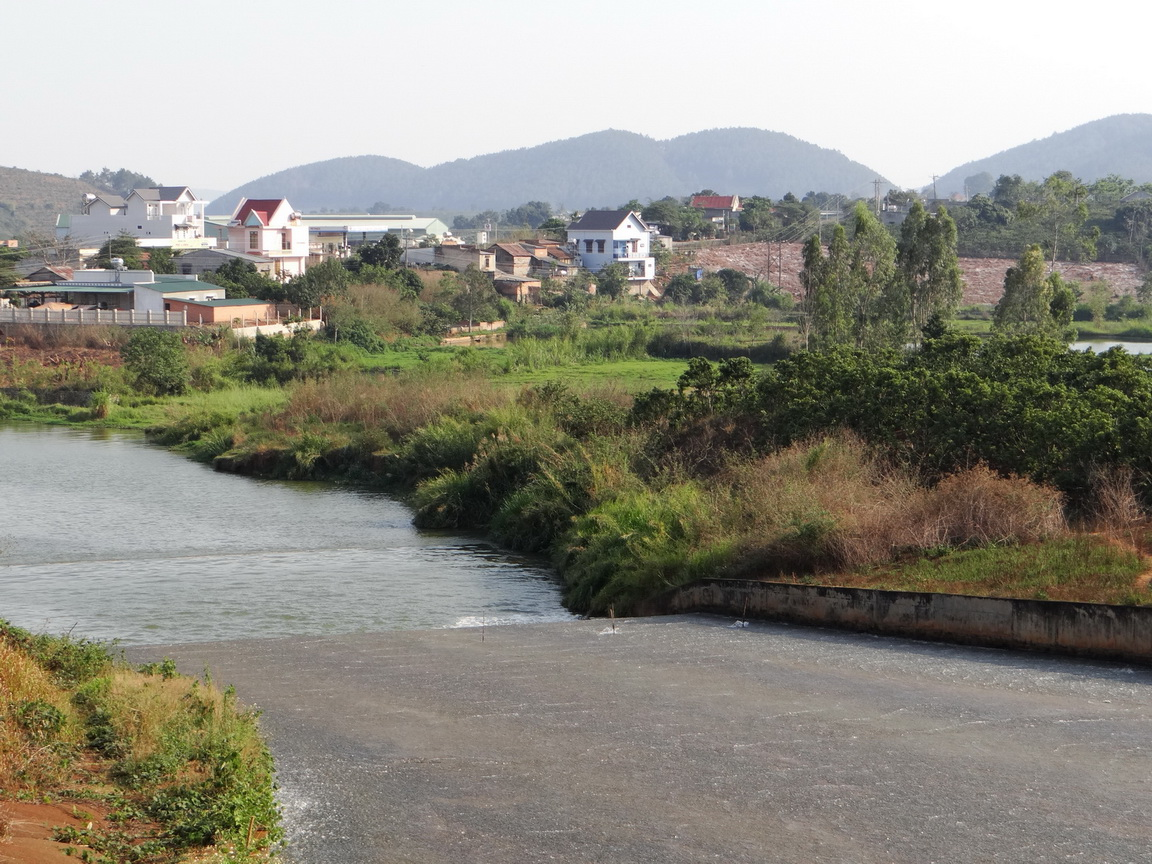
Đập tràn hồ Cam Ly thượng tại TT Nam Ban, Lâm Hà, Lâm Đồng